# Martina Steinkühler
Martina Steinkühler (* 29. Mai 1961 in Lübeck; † 11. November 2024) war eine deutsche Theologin und Autorin.

## Leben und Werk
Martina Steinkühler studierte Alte Sprachen und Theologie an der Christian-Albrechts-Universität zu Kiel. Während ihres Referendariats an einem Gymnasium promovierte sie zu dem Thema Macht und Ohnmacht der Götter im Spiegel ihrer Reden (im nachvergilischen Epos). Nachdem sie an mehreren Gymnasien in Schleswig-Holstein als Lehrerin tätig gewesen war, wechselte sie zunächst als Referentin für Presse- und Öffentlichkeitsarbeit zum Nordelbischen Zentrum für Weltmission und kirchlichen Weltdienst in Hamburg. Darauf arbeitete sie als Studienleiterin mit dem Schwerpunkt Religionspädagogik am Theologisch-Pädagogischen Institut der Mecklenburgischen Kirche. 
Danach arbeitete sie als Lektorin und Autorin bei Vandenhoeck & Ruprecht in Göttingen, wo sie mit ihrem Mann und drei Söhnen lebte.
Ihr Interesse am Schreiben entdeckte sie bereits während der Grundschulzeit, in der sie viele Geschichten und Aufsätze schrieb. Bereits mit 14 veröffentlichte sie ihr erstes Jugendbuch. Viele weitere folgten während ihrer Schul- und Studienzeit, alle erschienen beim Ensslin Verlag. Sie entwickelte bei Vandenhoeck & Ruprecht Praxismaterial für den Religionsunterricht und für Kirchengemeinden.

## Veröffentlichungen
- Christin bin ich trotzdem, Claudius Verlag, München 2018, ISBN 978-3-532-62813-3.
- Was machen die Kinder in der Kirche? mit Dirk Schliephake, Vandenhoeck & Ruprecht, Göttingen 2011, ISBN 978-3-525-63029-7.
- Die Bibel spricht. Worte des Lebens zum Lesen und Hören, Vandenhoeck & Ruprecht, Göttingen 2011, ISBN 978-3-525-58027-1.
- Wenn wir uns zu trauern trauen: Kinder stärken bei Tod und Verlust, Schwabenverlag 2011, ISBN 978-3-796-61537-5.
- Bibelgeschichten sind Lebensgeschichten. Erzählen in Familie, Gemeinde und Schule,  Vandenhoeck & Ruprecht, Göttingen 2011, ISBN 978-3-525-63022-8.
- Von der Schöpfung bis zum Turmbau. Wie alles angefangen hat, Vandenhoeck & Ruprecht, Göttingen 2008, ISBN 978-3-525-77623-0.
- Hirten und Könige. Die Bibel kenn ich auch. Kopiervorlagen für Kinder. Mit Zeichnungen von Katrin Wolff,  Vandenhoeck & Ruprecht, Göttingen 2008, ISBN 978-3-525-79014-4.
- Götter und Helden. Mythen kenn ich auch. Kopiervorlagen für Kinder. Mit Zeichnungen von Katrin Wolff, Vandenhoeck & Ruprecht, Göttingen 2007, ISBN 978-3-525-79001-4.
- Was soll denn nur aus Pia werden? Mit Illustrationen von Christof Tisch, Vandenhoeck & Ruprecht, Göttingen 2007, ISBN 978-3-525-61501-0.
- Wie Feuer und Wind/Wie Brot und Wein. Das Alte Testament Kindern erzählt/Das Neue Testament Kindern erzählt, Vandenhoeck & Ruprecht, Göttingen 2005, ISBN 978-3-525-61590-4.
- Nichts bleibt, wie es war, Arena 2004, ISBN 978-3-401-02717-3.
- Marios Dreizehnte, Ensslin im Arena Verlag 2001, ISBN 978-3-401-45035-3.
- Felisa, im falschen Teil der großen Stadt, dtv 2000, ISBN 978-3-423-78154-1.
- Der Freund von Sina Soundso, Ensslin 1999, ISBN 978-3-770-90814-1.